# Абонкур (Мозель)
Абонкур (фр. Aboncourt) — коммуна на северо-востоке Франции в регионе Гранд-Эст (бывший Эльзас — Шампань — Арденны — Лотарингия), департамент Мозель, округ Тьонвиль, кантон Мецервисс.
Площадь коммуны — 5,9 км², население — 341 человек (2006) с тенденцией к росту: 372 человека (2013), плотность населения — 63,1 чел/км². Ранее входила в состав Лотарингии.

## Население
Численность населения коммуны в 2008 году составляла 367 человек, в 2011 году — 392 человека, а в 2013-м — 372 человека.
| 1962 | 1968 | 1975 | 1982 | 1990 | 1999 | 2006 | 2008 | 2011 | 2013 |
| ---- | ---- | ---- | ---- | ---- | ---- | ---- | ---- | ---- | ---- |
| 327  | 287  | 240  | 338  | 337  | 346  | 341  | 367  | 392  | 372  |

Динамика населения:

## Экономика
В 2010 году из 243 человек трудоспособного возраста (от 15 до 64 лет) 180 были экономически активными, 63 — неактивными (показатель активности 74,1 %, в 1999 году — 66,2 %). Из 180 активных трудоспособных жителей работали 160 человек (81 мужчина и 79 женщин), 20 числились безработными (10 мужчин и 10 женщин). Среди 63 трудоспособных неактивных граждан 26 были учениками либо студентами, 15 — пенсионерами, а ещё 22 — были неактивны в силу других причин.
В 2013 году из 243 человек трудоспособного возраста (от 15 до 64 лет) 192 были экономически активными, 51 — неактивными (показатель активности 79,2 %, в 2010 году — 74,1 %). Из 192 активных трудоспособных жителей работали 177 человек (95 мужчин и 82 женщины), 15 числились безработными (8 мужчин и 7 женщин).